# Transports dans la Drôme
Les transports dans le département français de la Drôme sont caractérisés par la prédominance de l'axe nord-sud qui, dans l'ouest du département, longe la vallée du Rhône. Sur cet axe se côtoient l'une des autoroutes interurbaines les plus fréquentées de France, l'une des dernières routes nationales non déclassées, une ligne à grande vitesse et la « ligne impériale » qui la précédait.
Le contraste est fort avec le sud-est du département, aux infrastructures beaucoup moins développées et aux déplacements ralentis par le relief.

## Transport routier

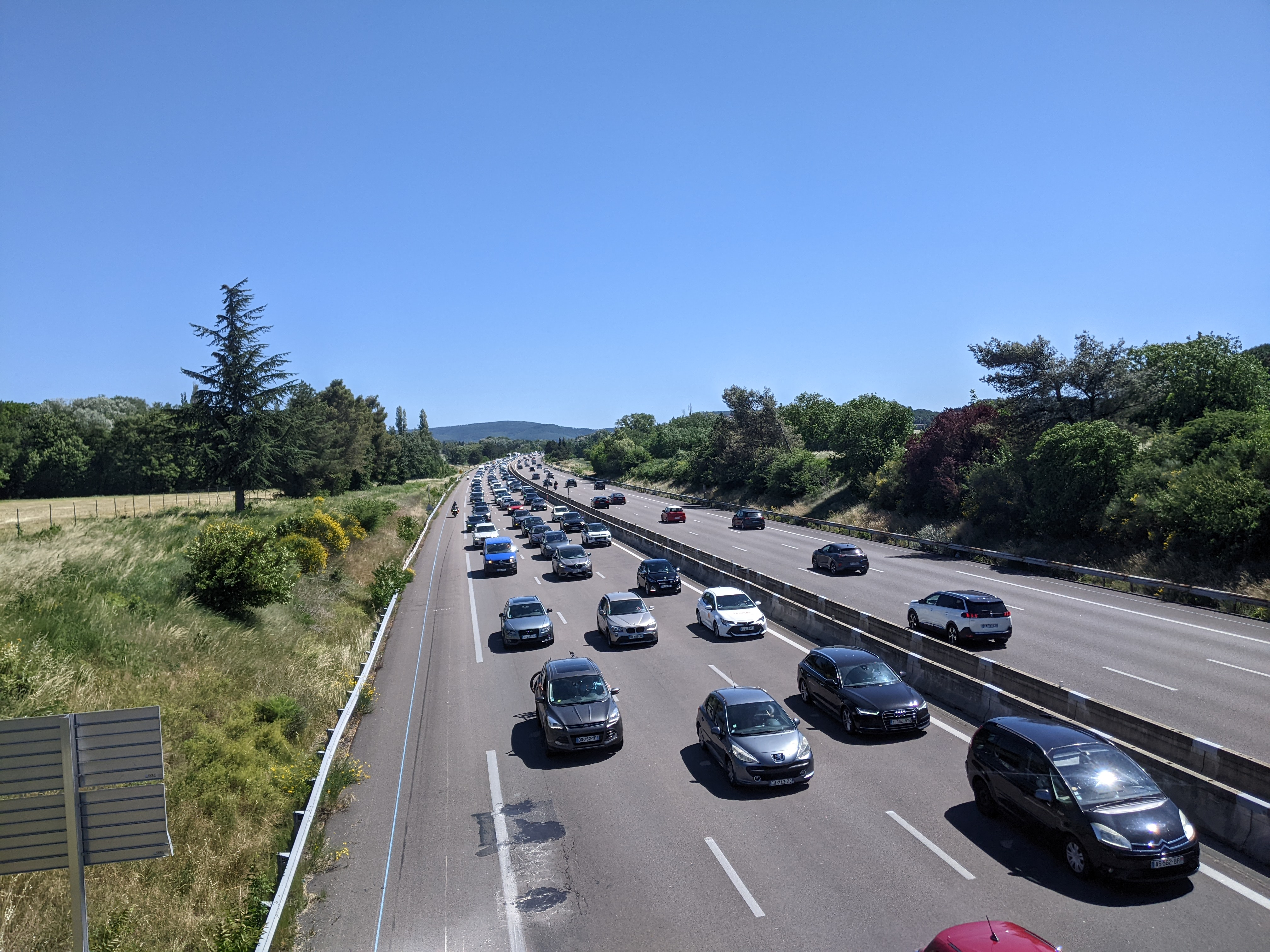
Embouteillage sur l'autoroute A7 près de Montélimar en 2022.

### Infrastructures routières
Le principal axe routier du département est l'autoroute A7, qui relie Lyon à Marseille en desservant les deux principales villes de la Drôme, Valence et Montélimar. A deux fois trois voies, cette autoroute est l'une des plus fréquentées de France hors périphérie des grandes agglomérations, avec 64 000 à 85 000 véhicules/jour selon les sections dans le département. Sa saturation fréquente explique la conservation dans le réseau routier national de la route nationale 7 qui la longe, alors que la quasi-totalité des routes nationales longeant des autoroutes ont été déclassées en 2006.
Du périphérique de Valence débute la route nationale 532 vers Romans-sur-Isère, prolongée par l'autoroute A49 vers Grenoble.
Beaucoup plus secondaires, la route départementale 93 (ex-RN 93) et la route départementale 94 (ex-RN 94) sont les principales routes desservant le Diois et les Baronnies respectivement, dans la moyenne montagne du sud-est du département.

### Transport collectif de voyageurs
La Drôme est desservie par le réseau régional de transport routier Cars Région, dont le réseau de la Drôme compte une trentaine de lignes régulières.

## Transport ferroviaire

### Historique

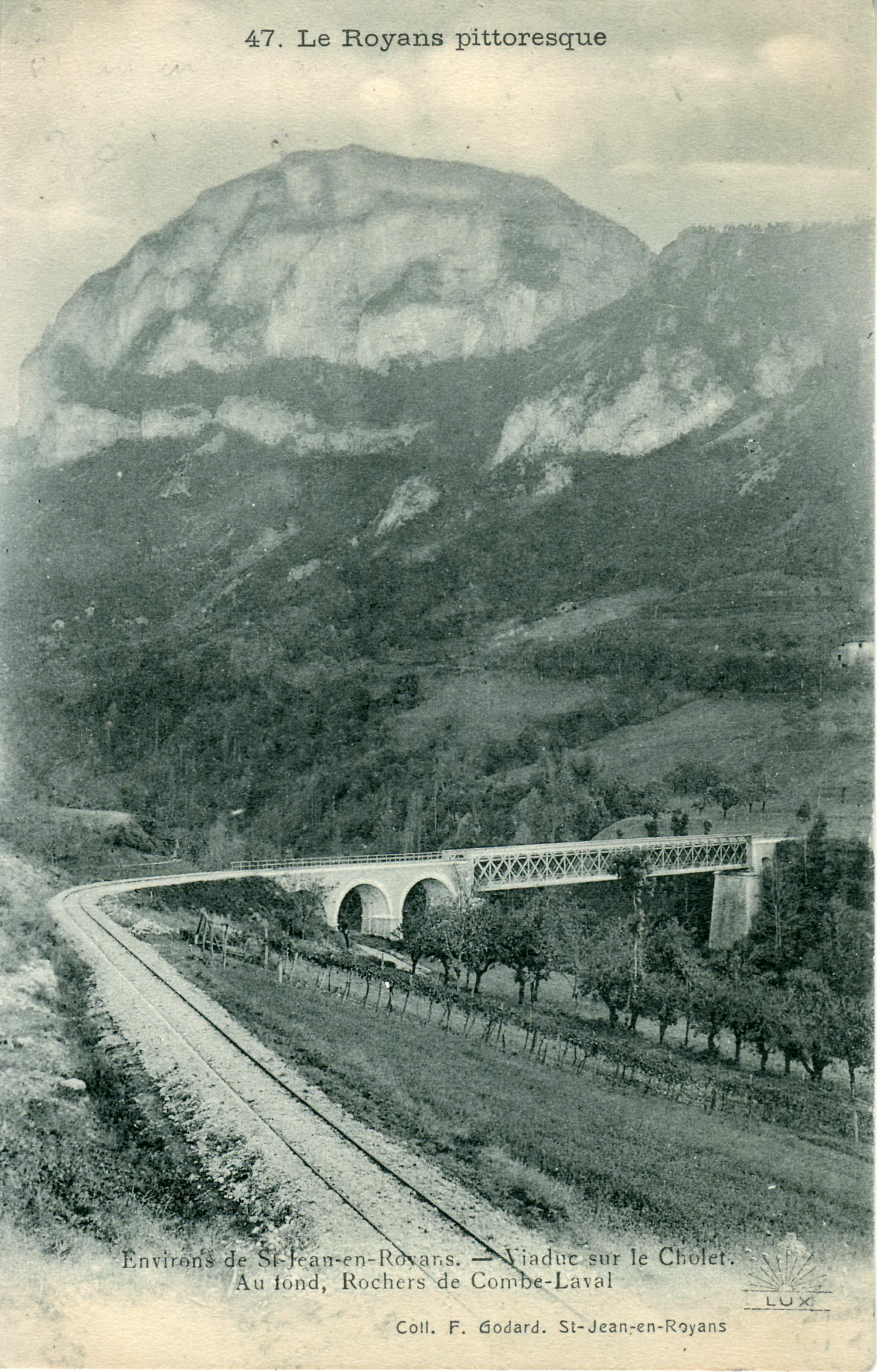
Le viaduc des Chemins de fer départementaux de la Drôme sur le Cholet près de Saint-Jean-en-Royans au début du XXe siècle.

La ligne « impériale » de Paris à Marseille, première ligne de chemin de fer du département, a été mise en service en 1854 au sud de Valence et en 1855 au nord. Si cette ligne restera longtemps l'un des principaux axes ferroviaires français, la Compagnie des chemins de fer de Paris à Lyon et à la Méditerranée (PLM) a peu développé son réseau dans la Drôme. À la fin du XIXe siècle, quatre lignes d’intérêt général se dirigeaient vers l'est depuis la ligne impériale, de Saint-Rambert d'Albon vers Grenoble, de Valence vers Romans-sur-Isère et Grenoble, de Livron vers Crest, Die et Gap et de Pierrelatte vers Nyons.
La Drôme a également été desservie par le réseau de chemins de fer d’intérêt local des Chemins de fer départementaux de la Drôme, développé à partir de 1893. Ce réseau, qui donnait notamment accès aux bourgs de Chabeuil, Châtillon-en-Diois, Dieulefit, Saint-Donat-sur-l'Herbasse et Saint-Jean-en-Royans, a fermé dans les années 1930.
L'électrification de la ligne impériale, envisagée dès les années 1920 et approuvée en 1944, n'est effective qu'à la fin des années 1950. En 1982, le TGV entre en gare de Valence, mais il circule au sud de Lyon sur la ligne classique, dont les performances sont relevées pour permettre des circulations à 200 km/h. La ligne à grande vitesse atteindra finalement Saint-Marcel-lès-Valence en 1994 et sera prolongée vers la Méditerranée en 2001 ; à cette occasion, une gare nouvelle est créée sur la LGV, et son succès est tel que la gare de Valence TGV est maintenant plus fréquentée que la gare de Valence-Ville.
|                                             |
| Le réseau ferroviaire à son apogée en 1927. |

|                                     |
| Le réseau ferroviaire de nos jours. |

|                                                    |
| Carte animée de l’évolution du réseau ferroviaire. |

### Situation actuelle

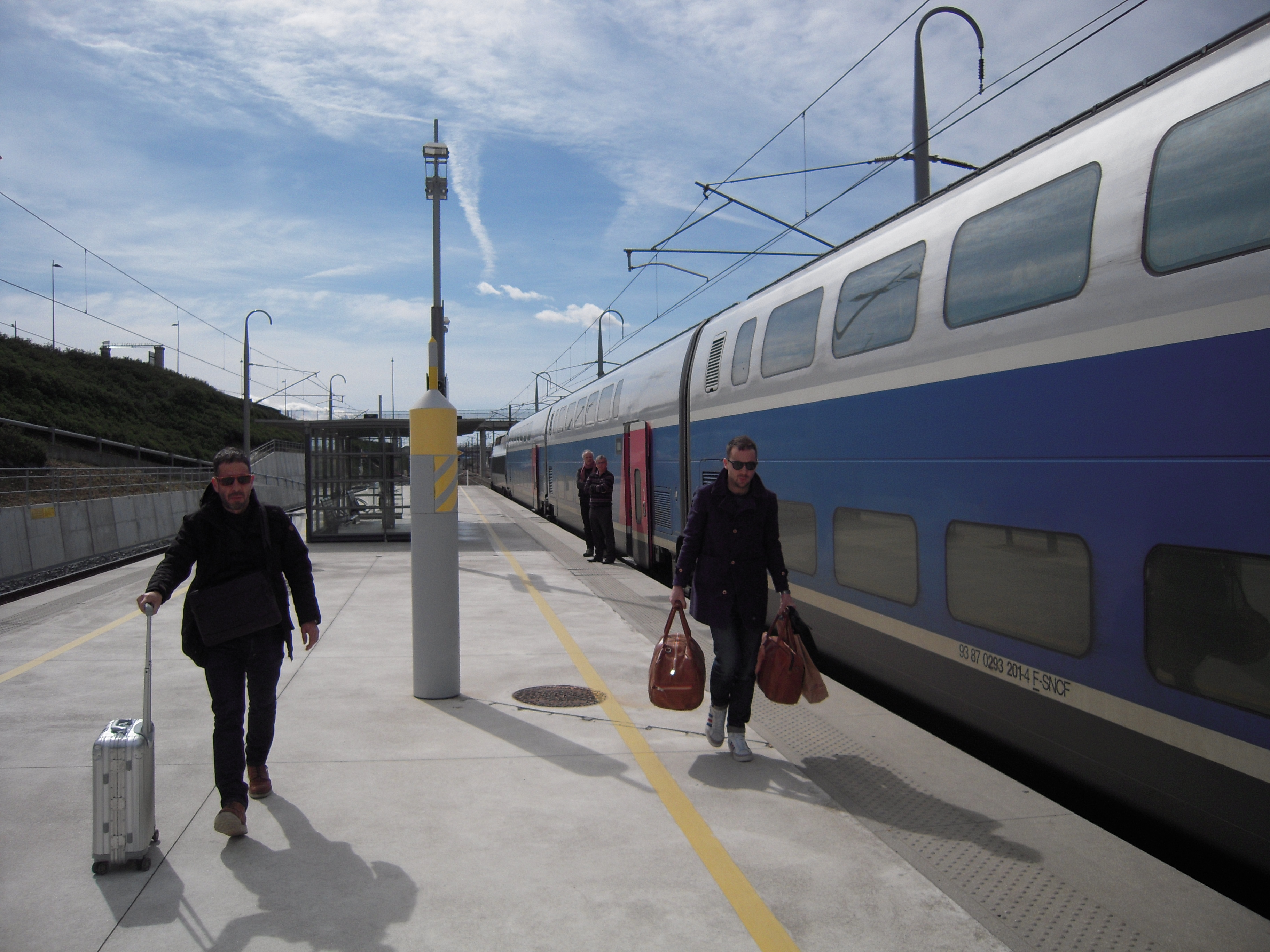
Une rame TGV Duplex arrêtée en gare de Valence TGV en 2015.

Les principales gares de voyageurs sont celles de Valence TGV Rhône-Alpes Sud et Valence-Ville, avec une fréquentation annuelle de 2 597 000 et 2 144 000 voyageurs respectivement en 2019.
Les deux principales lignes ferroviaires du département, parallèles, sont la ligne de Combs-la-Ville à Saint-Louis (LGV) (couramment appelée LGV Rhône-Alpes au nord de Valence et LGV Méditerranée au sud), destinée aux trains à grande vitesse (principalement TGV inOui et Ouigo), et la ligne « impériale » de Paris-Lyon à Marseille-Saint-Charles, désormais principalement empruntée par des trains TER Auvergne-Rhône-Alpes.
La ligne de Valence à Moirans relie Valence à l'agglomération de Romans-sur-Isère et à Grenoble. La ligne de Livron à Aspres-sur-Buëch, plus secondaire, remonte la Drôme vers Die et les Hautes-Alpes.

## Transport fluvial
Le Rhône, qui forme la limite ouest du département, est l'un des principaux axes du transport fluvial en France, canalisé à grand gabarit (classe V CEMT). Les principales installations portuaires du fleuve se situent plutôt en amont et en aval de la Drôme, mais l'agglomération de Valence dispose toutefois du port fluvial de commerce de la Drôme et du port de plaisance de l'Épervière.

## Transport aérien
L'aéroport de Valence-Chabeuil n'accueille plus de lignes régulières, mais reste utilisé par des vols charter, d'affaires, de services publics, de tourisme et de loisirs.
Les aérodromes de Aubenasson, La Motte-Chalancon, Montélimar - Ancône, Pierrelatte, Romans - Saint-Paul, Saint-Jean-en-Royans et Saint-Rambert-d'Albon sont dédiés à l'aviation légère de tourisme et de loisirs.

## Transports en commun urbains et périurbains
Le Syndicat mixte fermé Valence-Romans Déplacements (qui regroupe Valence Romans Agglo et la Communauté de communes Rhône Crussol, en Ardèche), Montélimar-Agglomération, Arche Agglo (à cheval sur Ardèche et Drôme) et la commune de Nyons sont autorités organisatrices de la mobilité sur leur territoire et organisent des services de transport dans leur ressort territorial.
Le réseau de bus Citéa dessert des agglomérations de Valence et Romans par une trentaine de lignes régulières. Le réseau Montélibus (Montélimar) compte une dizaine de lignes régulières. Ces deux réseaux proposent également du transport à la demande.
L'offre est plus limitée sur les réseaux Arche Agglo (Tournon-sur-Rhône). Le NyonsBus (Nyons) comprend 5 lignes et une quarantaine de stations parcourus par un bus électrique de 22 places.

## Modes actifs
Le département est traversé par plusieurs voies vertes, véloroutes et sentiers de grande randonnée.